# Gobio krymensis
Gobio krymensis ist eine Fischart aus der Familie der Gründlingsverwandten (Gobionidae). Sie kommt in mehreren Flüssen im Süden der ukrainischen Halbinsel Krim vor.

## Merkmale
Der Körper ist bei einer Standardlänge von bis zu 121 Millimetern langgestreckt und seitlich abgeflacht mit einem nicht besonders hohen Rücken, der von dem Ansatz der Rückenflosse zur Schwanzwurzel abfällt. Die Barteln von Gobio krymensis reichen bis hinter den vorderen Rand der Augen, oft bis zur Augenmitte.
Gobio krymensis unterscheidet sich von den meisten anderen europäischen und westasiatischen Arten der Gattung Gobio durch die Schuppen zwischen den Brustflossen, die sich nach vorne über die Basis der Brustflossen hinaus ausdehnen. Eine beschuppte Brust haben auch Gobio bulgaricus, Gobio delyamurei, Gobio holurus, Gobio lepidolaemus, Gobio kubanicus, Gobio caucasicus und Gobio kovatschevi, mit jeweils anderen Verbreitungsgebieten. Zwischen dem Anus und dem Beginn der Afterflosse befinden sich bei Gobio krymensis nur fünf bis sechs Schuppen, während es bei Gobio delyamurei sieben bis acht sind.

## Verbreitung und Lebensweise
Gobio krymensis ist nur von den Einzugsgebieten der Flüsse Salhyr, Alma und Belbek im Süden der ukrainischen Halbinsel Krim bekannt, wo die Art eine Vielzahl unterschiedlicher Habitate besiedelt.

## Gefährdung
Gobio krymensis wurde von der IUCN im Jahr 2008 als gefährdet (vulnerable) klassifiziert. Neuere Untersuchungen zum Gefährdungsstatus liegen nicht vor. Zur Begründung wurde angeführt, dass die Art in ihrem Verbreitungsgebiet von weniger als 9.000 Quadratkilometer noch häufig ist. In Teilen des Einzugsgebiets der Alma ist Gobio krymensis infolge der Wasserentnahme für Bewässerungszwecke sehr selten geworden. Die erwartete Zunahme des Wasserverbrauchs und der Klimawandel würden zu weiteren Habitatverlusten und zu einer weiteren Abnahme der Populationen führen.

## Systematik
Die Gründlinge des Salhyr haben schon seit den 1930er Jahren die Aufmerksamkeit der Ichthyologen gefunden. 1932 gab der sowjetische Zoologe Lew Semjonowitsch Berg in der dritten Auflage seines Werks über die Süßwasserfische der UdSSR an, die Gründlinge des Salhyr gehörten einer noch unbeschriebenen Unterart von Gobio gobio an, die nahe mit Gobio g. carpathicus (heute Gobio carpathicus Vladykov, 1925) und Gobio g. bulgaricus (heute Gobio bulgaricus Drenski, 1926) verwandt sei. 1949 bezog sich Berg auf eine 1937 von Semion Lyudvigovich Delyamure verfasste Erstbeschreibung als Gobio g. carpathicus natio krymensis. Die Beschreibung wurde allerdings nie veröffentlicht und auch Bergs Angaben sind, weil es sich um ein infraspezifisches Taxon handelt, keine gültige Veröffentlichung des Artnamens. Die Erstbeschreibung von Gobio krymensis erfolgte erst 1973 durch die rumänischen Ichthyologen Petre Mihai Bănărescu und Teodor T. Nalbant, die sie noch als eine Unterart des Gründlings (Gobio g. krymensis) ansahen.
Der Artname bezieht sich auf die Herkunft des Fisches von der Krim.